# Polystichum jiucaipingense
Polystichum jiucaipingense là một loài dương xỉ trong họ Dryopteridaceae. Loài này được P.S. Wang & Q. Luo mô tả khoa học đầu tiên năm 2009.
Danh pháp khoa học của loài này chưa được làm sáng tỏ. 